# Peter Wilhelm Berg

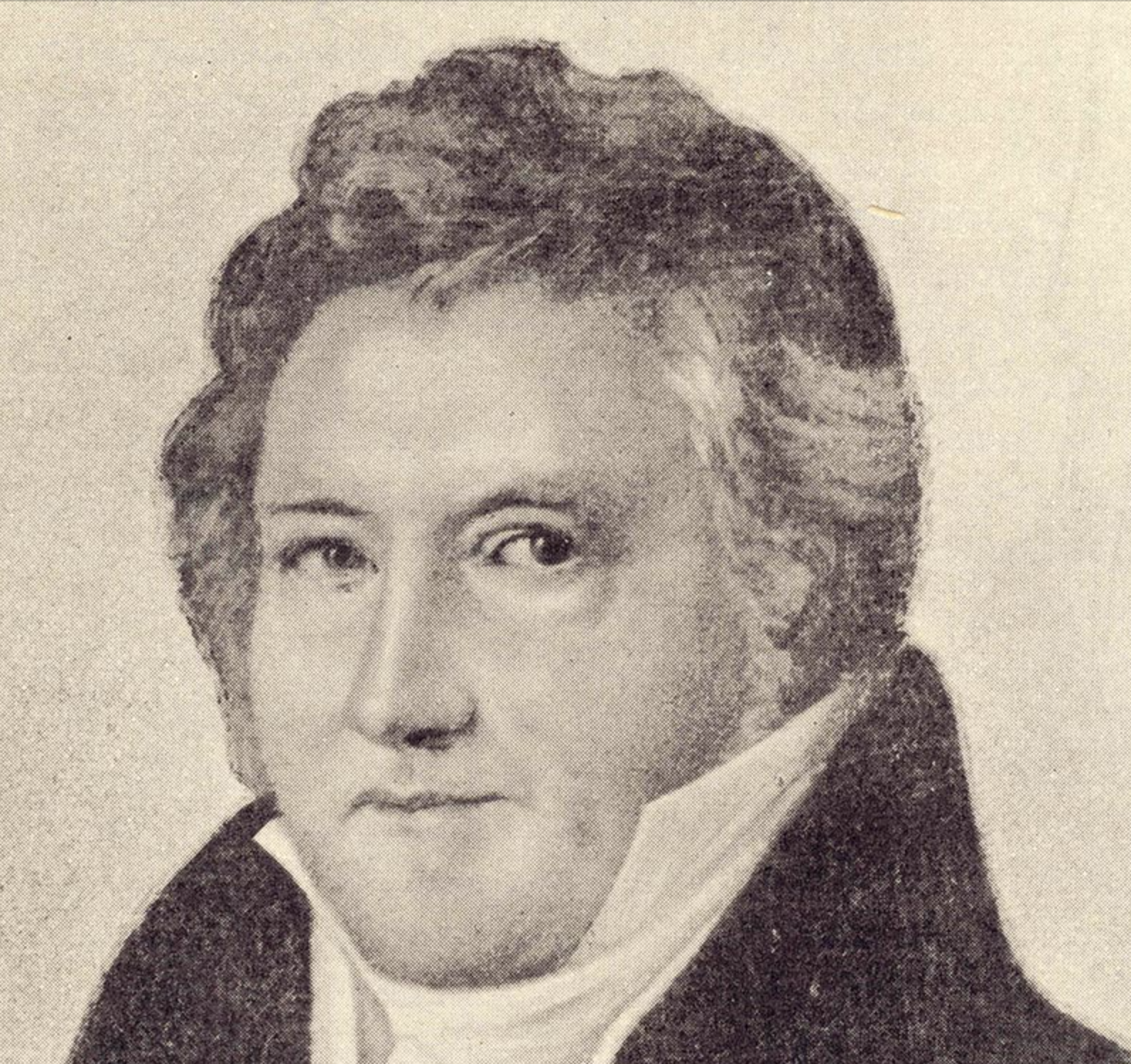
Peter Wilhelm Berg, grundare av Nääs Fabriker

Peter Wilhelm Berg född 6 oktober 1773 i Helsingborg, död 9 november 1854 på Nääs slott, Skallsjö socken, var en svensk industriidkare och affärsman. Han grundade 1833 ett av Sveriges första bomullsspinnerier, Nääs Fabriker, i nuvarande Lerums kommun. Hans handel med Danmark gjorde honom på 1810-talet till ägare av två tidigare statliga industrier i Norge, Vallø saltverk vid Tønsberg och Blaafarveværket i Modums kommun, Buskeruds fylke. 

## Biografi
Berg växte upp i ett fattigt hem och blev tidigt faderlös. Vid 13 års ålder kom han till Göteborg och arbetade först hos en klädes- och kolonialvaruhandlande. Han fick burskap som handlande i Göteborg 1799 och blev en förmögen man under Napoleonkrigens högkonjunktur. År 1811 köpte han Lisebergs landeri med tillhörande sockerraffinaderi. På landeriets plats i Göteborg ligger sedan 1923 Lisebergs nöjespark. 
Under Napoleonkrigen blockerades Danmark av den engelska flottan. Fyra skepp med varor tillhörande Berg klarade emellertid att bryta igenom blockaden och kunde 1812 förse Århus med bl.a. kaffe, socker och bly. Då betalningen uteblev, omvandlades Bergs krav mot den dansk-norska statsmakten  i juli 1813 till ett lån med säkerhet i de kungliga industrierna Blaafarveværket och Vallø saltverk, som båda låg i Norge. Den danska statens ekonomi var emellertid urusel. Den första avbetalningen i december samma år uteblev, och i februari 1814 förlorades Norge genom  Kielfreden. Panten gick över till den nya norska statens ägo. De inställda betalningarna satte Berg på obestånd, 1819  måste han sälja såväl Liseberg som Vallö saltverk. Rättigheterna till Blaafarveværket, som länge bestreds, kunde emellertid upprätthållas. Då den norska staten inte kunde lösa ut Berg, såldes Blaafarveværket 1822 på auktion, och Berg återfick hela sin förmögenhet. - För Blaafarveværkets del var försäljningen också en fördel, och det privatiserade verket upplevde under de följande decennierna sin storhetstid. 
Berg förvärvade 1824 Nääs slott och egendom i Skallsjö socken, nuvarande Lerums kommun. Han flyttade dit med sin familj året efter, startade en omfattande ombyggnad och modernisering av byggnaderna. Till egendomen hörde fallrättigheter i Tollereds ström några kilometer öster om slottet. Med början 1833 byggde Berg här tillsammans med sin son Johan Theodor Berg upp Nääs Fabriker med bomullsspinneri, färgeri, väveri m.m. 
Efter Bergs död 1854 delades egendomen mellan hans barn. Slottet med tillhörande jordegendom avyttrades 1868, medan fabrikerna förblev i familjens ägo ända till 1961. Textilindustrins svårigheter under 1970-talet visade sig också här. Spinneriet lades ned 1981, och de sista resterna av textilindustrin avvecklades året efter, nästan 150 år efter starten.  
Peter Wilhelm Berg är begravd på Örgryte gamla kyrkogård.